# Bataille de San Francisco
Guerre du Pacifique
Batailles
Campagne navale
- Chipana
- Iquique
- Punta Gruesa
- Antofagasta (1re)
- Antofagasta (2e)
- Rímac
- Angamos
- Pilcomayo
- Arica (1re)
- Arica (2e)
- Callao

Campagne terrestre
- Topáter
- San Francisco
- Tarapacá
- Los Ángeles
- Alto de la Alianza (Tacna)
- Arica
- Chorrillos
- Miraflores
- Lima
- San Pablo
- Pachia
- La Concepción
- Huamachuco

La bataille de San Francisco ou bataille de Dolores était un affrontement militaire qui a eu lieu le 29 novembre 1879, pendant la campagne terrestre de Tarapacá de la Guerre du Pacifique (1879-1884) entre le Chili et les forces alliées du Pérou et de la Bolivie.
Les troupes chiliennes dirigées par le colonel Emilio Sotomayor Baeza ont réussi à repousser les forces alliées dirigées par le général Juan Buendía, à proximité du puits Dolores, une région de nitrate située entre Pisagua et Iquique. Elles avaient débarqué  lors du débarquement à Pisagua le 2 novembre 1879.

## Le combat
Au début, le général bolivien Carlos Villegas a poussé l'attaque sur une batterie chilienne mal défendue et a presque réussi. Seule l'arrivée d'un soutien d'infanterie a permis au colonel José Domingo Amunátegui d'occuper le poste.
Les Alliés ont également frappé avec l'intention de bien éloigner les défenseurs chiliens du puits de Dolores. Buendía espérait vaincre l'armée de Sotomayor avant l'arrivée anticipée du général Erasmo Escala avec ses renforts. Les colonnes alliées sont devenues confuses pendant les combats féroces, et les hommes de Sotomayor ont rejeté les attaques sur ses flancs et son centre. Le colonel Ladislao Espinar a été mortellement blessé sur le terrain de San Francisco, tandis que Villegas a été blessé et capturé, parmi d'autres officiers alliés.
Les Alliés ont été contraints de se retirer du champ de bataille, mettant fin à leurs espoirs de renvoyer les Chiliens à la mer. De plus, Buendía a perdu une énorme quantité de matériel de guerre comme des canons, des munitions et des armes.
La catastrophe pour les Alliés a été le résultat d'une mauvaise logistique, d'un leadership inefficace et de la désertion inattendue de l' armée bolivienne sous le commandement timide du président Hilarión Daza, connue sous le nom de trahison des Camarones.

### Conséquences
Les Chiliens ont perdu 208 hommes tués et blessés, tandis que les Alliés ont fait 296 blessés et 3 000 disparus. La défaite fut un coup dur pour le commandement sud de l'armée péruvienne, ajoutant l'effet du retrait bolivien sur le moral des troupes.
Après la bataille, les troupes alliées se sont retirées. Environ 4 500 hommes ont fait route pour Tarapacá. Les Chiliens n'ont pas poursuivi, pensant que le vrai combat aurait lieu le lendemain.